# Im Stillen laut
Im Stillen laut ist ein Dokumentarfilm von Therese Koppe aus dem Jahr 2019. Er porträtiert Erika Stürmer-Alex und Christine Müller-Stosch – zwei 81-jährige Frauen, die auf einem Kunsthof in Brandenburg leben. Der Film feierte seine Premiere am 29. Oktober 2019 im deutschen Wettbewerb des Dokumentarfilmfestivals DOK Leipzig. Der Kinostart in Deutschland war am 8. Oktober 2020.

## Handlung
Der Film beginnt damit, dass Erika Stürmer-Alex das Haus, das sie gemeinsam mit Christine Müller-Stosch bewohnt, winterfest macht – eine Metapher für den Lebensabend, aber auch für die beharrliche Selbstbehauptung gegen widrige Umstände. In der nächsten Szene amüsieren sich die beiden alten Frauen, sich aus ihren Stasi-Akten vorlesend, darüber, wie wenig die Stasi von dem verstand, was ihr Leben ausgemacht hat. Ihr Alltag auf dem selbst ausgebauten Hof in Lietzen am Rande des Oderbruchs bildet den Rahmen des Films. Zugleich entsteht in den Dialogen sowie in Auszügen aus Tagebüchern, mit privaten Fotos und Filmsequenzen von Performances ein facettenreiches Bild zweier besonderer Biographien in der DDR und im wiedervereinigten Deutschland.

## Produktion
Der Film entstand als Abschlussprojekt an der Filmuniversität Babelsberg Konrad Wolf. Gedreht wurde er überwiegend auf dem Anwesen von Erika Stürmer-Alex und Christine Müller-Stosch in Lietzen.

## Kritik
Luc-Carolin Ziemann, Kuratorin des DOK Leipzig, beschreibt Im Stillen laut als „eine betörend klare Erzählung über Freiheit, Autonomie, Kreativität und Sozialität – und nicht zuletzt eine wunderbare Ode an die Liebe.“ Peter Klucken schreibt in der Rheinischen Post, man hätte den beiden Künstlerinnen „stundenlang zusehen und zuhören können. Therese Koppe gibt ihre Lebensgeschichte in 74 wunderbaren Minuten wieder“.

## Auszeichnungen
Der Film war Publikumsliebling im Rahmen des Dokumentarfilmfestivals DOK Leipzig 2019 und erhielt eine Lobende Erwähnung vom VER.DI-Preis für Solidarität, Menschlichkeit und Fairness. Auch der von der Rheinischen Post ausgelobte Publikumspreis der 43. Duisburger Filmwoche für den beliebtesten Film des Festivals ging an „Im Stillen laut“.